# 李秉源
李 秉源（イ・ビョンウォン、1752年 - 1822年）は、李氏朝鮮の両班。本貫氏派は全州李氏麟坪大君派。李鎮翼第2子。諱号は「秉源」。字号は「景深」。第2子は南延君である。
系統は仁祖の第3子で玄祖父の麟坪大君傍系である。生前時の実父の李鎮翼は蔭位制により嘉善大夫・漢城府右尹であったが、若年時の李秉源は官位官職にありつけなかった。
1783年式年試合格者100人中44位であり、3等14位として生員認定された。1833年5月13日、第2子南延君上疏で70歳の李秉源に官位を要請すると、純祖が承諾した。5月16日、通政大夫に叙位。卒去後に議政府左賛成を追贈される。1864年2月17日、興宣大院君により議政府領議政を追贈される。

## 経歴
| 西暦   | 月日    | 内容                   |
| ------ | ------- | ---------------------- |
| 1783年 |         | 生員認定               |
| 1822年 | 5月16日 | 通政大夫（正三品上階） |
|        |         | 議政府左賛成（追贈）   |
| 1864年 | 2月17日 | 議政府領議政（追贈）   |

## 家門
| 尊属 | 尊属 | 尊属 | 尊属       | 尊属               | 尊属                         | 尊属 | 尊属 |
| 続柄 | 続柄 | 続柄 | 続柄       | 諱                 | 備考                         |      |      |
| ---- | ---- | ---- | ---------- | ------------------ | ---------------------------- | ---- | ---- |
| 実父 | 実父 | 実父 | 実父       | 李鎮翼             |                              |      |      |
| 実母 | 実母 | 実母 | 実母       | 漢陽趙氏           | 本貫は漢陽趙氏。趙道健の娘。 |      |      |
| 妻子 |      |      |            |                    |                              |      |      |
| 続柄 | 続柄 | 続柄 | 続柄       | 諱                 | 備考                         |      |      |
| 正室 | 正室 | 正室 | 正室       | 延日鄭氏           | 本貫は延日鄭氏。鄭義煥の娘。 |      |      |
|      | 一子 | 一子 | 一子       | 李䆃重             |                              |      |      |
| 二子 | 二子 | 二子 | 南延君李球 | 興宣大院君の実父。 |                              |      |      |
| 三子 | 三子 | 三子 | 李彙重     |                    |                              |      |      |
| 正室 | 正室 | 正室 | 正室       | 広州金氏           | 本貫は広州金氏。金鎮九の娘。 |      |      |